# Esaias Ekedahl
Esaias Ekedahl, född den 4 december 1856 i Almesåkra socken, Jönköpings län, död den 5 december 1926 i Växjö, var en svensk präst och skolman. Han var son till kontraktsprosten Jonas Ekedahl, bror till dennes efterträdare som prost Alfred Ekedahl, måg till biskop Johan Andersson och morbror till Elin och Harald Wägner.
Ekedahl blev student vid Uppsala universitet 1877 och avlade filosofie kandidatexamen där 1879. Han avlade filosofie licentiatexamen vid Lunds universitet 1885 och promoverades till filosofie doktor där 1886. Ekedahl blev lektor i kristendom och grekiska språket vid högre allmänna läroverket i Örebro 1889 och i kristendom och filosofi vid högre allmänna läroverket i Växjö 1890. Han prästvigdes sistnämnda år och blev kyrkoherde i Öjaby och Härlöv samma år. Ekedahl promoverades till teologie doktor 1907 och utnämndes till domprost i Växjö 1910. Han var kontraktsprost i Kinnevald 1893–1894 och 1908–1924. Ekedahl var ledamot av kyrkomötena 1909, 1910, 1915 och 1918. Han blev ledamot av Nordstjärneorden 1905.